# Sojusz Rosyjski
Sojusz Rosyjski (lit. Rusų aljansas; ros. Русский альянс) – litewska partia polityczna skupiająca Rosjan i ludność rosyjskojęzyczną, powstała w 2002 w Kłajpedzie. 

## Historia
Zjazd założycielski organizacji odbył się 31 sierpnia 2002 w Kłajpedzie, której znaczną część stanowi ludność rosyjskojęzyczna. Partia powstała jako konkurencja wobec Związku Rosjan Litwy. Ugrupowanie opowiada się za integracją Litwy z UE i dobrymi stosunkami z krajami WNP. Występuje w obronie uprawnień mniejszości rosyjskiej i rosyjskojęzycznej na Litwie. 
W wyborach samorządowych z grudnia 2002 partia wprowadziła 3 radnych do rady miejskiej w Kłajpedzie, m.in. dziennikarkę Irinę Rozową. W wyborach z 2004 ugrupowanie zawarło porozumienie o starcie na listach Litewskiej Partii Chłopskiej i Partii Nowej Demokracji, dzięki czemu mandat poselski objęła w 2006 Rozowa. 
W wyborach parlamentarnych z 2008 ugrupowanie startowało wspólnie z Akcją Wyborczą Polaków na Litwie, wśród osób wpisanych na listę krajową znaleźli się m.in. Rozowa, Tamara Łochankina, Władimir Własow i Marina Koriniewskaja. Czterech przedstawicieli Sojuszu ubiegało się o miejsca w parlamencie w okręgach jednomandatowych w Kłajpedzie. W wyborach 2009 partia wystartowała ponownie wraz z Akcją Wyborczą Polaków. W wyborach w 2011 kandydaci Sojuszu ubiegali się o mandaty radzieckie samodzielnie (pod nr 41) lub w koalicji z AWPL (pod nr 122). Ostatecznie uzyskali 6 mandatów w skali kraju – 3 samodzielnie w Kłajpedzie, 3 w ramach Bloku Waldemara Tomaszewskiego (2 w Wilnie, 1 w rejonie solecznickim). Sojusz wszedł w skład koalicji rządzącej Kłajpedą i Wilnem. W wyborach parlamentarnych w 2012 działacze partii wystartowali z ramienia Akcji Wyborczej Polaków na Litwie, co pozwoliło ich nieformalnej liderce Irinie Rozowej powrócić do Sejmu. W wyborach w 2016 Irina Rozowa ponownie uzyskała mandat posłanki na Sejm. 
W wyborach samorządowych w 2019 r. Sojusz Rosyjski startował samodzielnie w Kłajpedzie, zaś w pozostałych samorządach zawiązał sojusz z AWPL-ZChR. Partia poniosła porażkę w wyborach w Kłajpedzie, nie uzyskując ani jednego miejsca w radzie miejskiej. W wyborach sejmowych z jesieni 2020 partia, startując z listy AWPL-ZChR, straciła swój jedyny mandat poselski. 
W wyborach samorządowych w 2023 partia nie wystawiła swoich kandydatów, ani samodzielnie, ani na liście AWPL-ZChR. 